# Makai Senki Disgaea
Makai Senki Disgaea (яп. 魔界戦記ディスガイア Сага Войн Преисподней: Дисгая) — японский аниме-сериал, созданный на основе одноимённой компьютерной игры Disgaea: Hour of Darkness. Основной сюжет игры в аниме был сохранён, однако роль некоторых персонажей и хронология событий была изменена. Впервые транслировался по каналу Chiba TV с 5 мая по 21 июня 2006 года. Сериал был частично лицензирован на территории США компанией Geneon Entertainment в 2007 году, перед их закрытием. В связи с чем, другая компания, Funimation Entertainment, объявила, что полный релиз сериала будет завершён к 2011 году. При покупке игрового диска Disgaea 2: Cursed Memories можно просмотреть пилотную аниме-версию, где показываются первые сцены основной сюжетной линии первой игры.

## Сюжет
Два года назад ангел-ученик Флонн отправилась в преисподнюю, чтобы убить короля Кричевского. Однако, когда она прибыла в замок сюзерена, он был весь охвачен огнём. В течение следующих двух лет Флонн продолжала искать свою цель, но сузила поиск территорией местной свалки. Там она нашла гроб с эмблемой Кричевского и попыталась уничтожить его, но оказывается он принадлежал сыну Кричевского — Лахарлу. Позже, узнав что его отец умер (подавился дынной булкой), Лахарл объявил, что является наследником на трон повелителя. Флонн и другой демон по имени Этна теперь следуют за ним в опасный мир демонов.

## Список персонажей
Лахарл — Архидемон, Принц Преисподней. Через два года после смерти своего отца Кричевского решил стать следующим Владыкой Преисподней. Он страдает манией величия, стремится быть злым во всём. Не переносит слов «Любовь» и «Доброта», если же их услышит — впадает в бешенство, но, несмотря на всё это, ему иногда не удаётся скрыть свои чувства доброты и сострадания. Это приводит к тому, что его собственные вассалы начинают его дразнить. Лахард считает, что чувства и лишние эмоции — слабость, качество, недопустимое для демона, поэтому на насмешки он реагирует с непреклонным отказом на признаки любой доброты. Несмотря на детский вид, Лахарл обладает огромной силой и мощной магией. Во время боя становится беспощадным и не жалеет жизни противников, однако питает слабость к сексуальным женщинам. Позже он влюбляется во Флонн, но когда Сэраф Ламингтон наказывает её и превращает в цветок, то Лахарл, жертвуя своей жизнью, снимает проклятие с Флонн и сам превращается в Принни (магическое существо из вселенной Disgaea)
Сэйю: Каори Мидзухаси
Флонн — ангел, в статусе ученицы. Она отправилась в преисподнюю, чтобы убить короля Кричевского, и позже узнаёт, что он покойник. Когда Флонн видит, что Лахарл наотрез отказывается признавать всё хорошее, то решает следовать за ним, чтобы найти в нём добрые качества. Очень добрая и наивная, заботится и волнуется за своих друзей.
Сэйю: Юко Сасамото
Этна — демон, подданная Лахарла. Искренне служит Лахарлу и уважает покойного Короля Кричевского. Когда-то дала клятву королю, что будет защищать сына. Втайне сама мечтает стать владыкой. Но когда Лахарл превратился в Принни и заранее объявил Этну наследницей трона, то она крайне неохотно берёт на себя роль нового владыки.
Сэйю: Томоэ Хамба
Ваерс — демон, противостоящий Лахарлу на протяжении всей серии, мечтает стать владыкой преисподней. Он назвал себя «Дарк Адонис», но Лахарл и все остальные называют его просто Мид Босс, на что тот сильно обижается. Появляется неожиданно, когда Лахарл в тяжёлой ситуации или просто когда хочет сделать вызов.
Сэйю: Тихиро Судзуки
Принни — грешные человеческие души, которые приняли облик птиц, похожих на пингвинов с демоническими крылышками. Они выполняют в преисподней каторжные работы, в качестве наказания за злые дела, совершённые когда то на земле. Этна имеет собственную армию принни, они как правило не слушаются её, пока она им не причиняет боль.
Сэйю: Дзюндзи Мадзима
Сэраф Ламингтон — Архангел, старший из ангелов Небес, добрый ко всем, даже к демонам. Начальник Флонн и Вулкануса. Очень зрелый и спокойный человек, никогда не повышающий голоса на своих подчинённых, но при этом, также как и Картер, готовый ими пожертвовать ради достижения блага в его понимании. Именно он отправил Флонн в преисподнюю, чтобы уничтожить короля Кричевского. Позже наказывает Флонн и превращает её в цветок.
Сэйю: Дзюндзи Мадзима
Капитан Гордон — человек, 37-й защитник Земли. Ему помогают Дженнифер и робот по имени «Четверг», который за ним всегда следует. Очень уважает ангелов, при встрече с ними низко кланяется, но, когда видит демонов, то сразу пытается уничтожить их.
Сэйю: Нобуо Тобита
Дженифер — человек, очаровательная ассистентка капитана Гордона, предпочитающая сексапильные наряды и кокетливую манеру общения, чем всегда доводит Лахарла до белого каления. В отличие от своего капитана и вопреки своей внешности, является весьма умной и образованной женщиной, замечательным техником (их третий спутник — робот Четверг, является её созданием) и мастером боевых искусств, частично кунг-фу.
Сэйю: Тива Сайто
Четверг — робот, член команды капитана Гордона. Он ответственен за анализ и исправление ошибок в системе. Также может трансформироваться в различные виды оружия.
Сэйю: Юрика Отиай
Куртис — человек, киборг, считающий себя более достойным звания Защитника Земли, чем капитан Гордон. После смерти жены и дочери, стал одержим желанием уничтожения Преисподней и всех её обитателей. Является весьма достойным, коварным и опасным противником.
Сэйю: Косукэ Ториуми
Генерал Картер — человек, отец Дженифер и фактический правитель Земли. Амбициозный, жадный и очень злой, ни перед чем не остановится, чтобы добиться своей цели, и готов пожертвовать всем, даже собственной дочерью.
Сэйю: Томомити Нисимура
Вулканус — Архангел Небес, второй по старшинству после Ламингтона, недолюбливающий Флонн. Имеет очень суровое выражение лица и такой же характер, что не свойственно ангелам. Находит людей слишком глупыми и без проблем манипулирует ими, строя козни новому Правителю Ада. В итоге за свой фанатизм был наказан Сэрафом.
Сэйю: Хиронори Мията

## Критика
Представитель сайта Anime News Network отметил, что аниме-сериал получился довольно забавным и точно должен понравиться фанатам одноимённой игры. Сериал изобилует многочисленными шутками и юмором, который не надоедает, а наоборот удачно дополняет сериал. Однако графика получилась очень простой и грубой.

## Манга и новеллы
- Манга создана на основе сюжета сериала, написана и иллюстрирована мангакой Араси Синдо. Сюжетная линия и персонажи были сохранены, однако добавлено множество смешных и нелепых ситуаций, сделав сюжет манги с юморным оттенком. (например Лахарл, Этна и Флонн, начинают думать, что Мид Босс — гомосексуалист из-за его бесконечного и однообразного появления в качестве соперника Лахарда. Или можно увидеть случайно, как Ламингтон печёт тортик). Также отличается художественный стиль, многие персонажи выглядят более зрело.
- Новеллы — множество романов, написанные Со Канимисо и иллюстрированная Тё Нику. Эти романы начинаются с новеллизации первой игры, а затем продолжает рассказ десять лет спустя. Здесь появляются новые персонажи: родственники Лахарла, семья Флонн, дочь Дженнифер. В настоящее время существует шесть романов.